# Громівка (Мелітопольський район)
Гро́мівка — село в Україні, у Нововасилівській селищній громаді Мелітопольського району Запорізької області. Населення складає 7 осіб.

## Географія
Село Громівка розташоване за 167 км від обласного центру та 70 км від районного центру, на лівому березі річки Шовкай, вище за течією на відстані 1,5 км розташоване село Мар'янівка, нижче за течією на відстані 1,5 км розташоване село Петрівка (Бердянський район).

## Історія
Село засноване 1881 року. З 1935 року перебувало в складі Приазовського району.
12 червня 2020 року, відповідно до розпорядження Кабінету Міністрів України № 713-р «Про визначення адміністративних центрів та затвердження територій територіальних громад Запорізької області», Новоспаська сільська рада об'єднана з Нововасилівською селищною громадою.
17 липня 2020 року, в результаті адміністративно-територіальної реформи та ліквідації Приазовського району, село увійшло до складу Мелітопольського району.